# 南湖街道 (南宁市)
南湖街道，是中华人民共和国广西壮族自治区南宁市青秀区下辖的一个乡镇级行政单位。

## 行政区划
南湖街道下辖以下地区：
嘉宾社区、金湖社区、凤岭北社区、屯里社区、凤翔社区、百花岭社区、埌东村和那廖村。